# Bump Stock

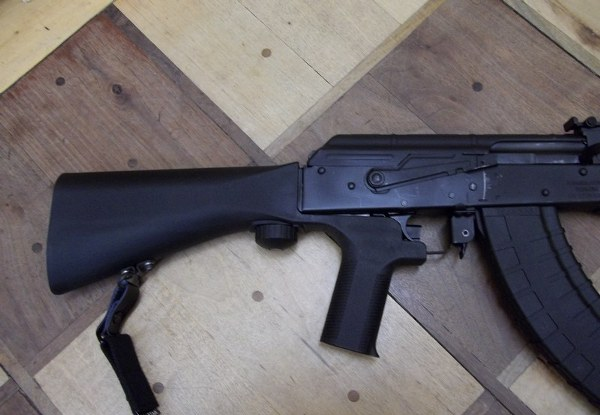
Ein Bump Stock an einem halbautomatischen Gewehr (WASR-10); die spezielle Fingerauflage ist hinter dem Abzug zu sehen

Ein Bump Stock (wörtlich übersetzt „Stoß-Schaft“) oder „Schnellfeuerkolben“ ist eine Vorrichtung für halbautomatische Gewehre, um hohe Schussfolgen wie bei vollautomatischen Waffen bzw. Maschinengewehren zu erzielen. Im Amerikanischen werden Schussfolgen mit Bump Stocks Bump Fire genannt.

## Technik
Im Gegensatz zu Vollautomaten muss bei halbautomatischen Selbstladegewehren aufgrund eines Unterbrechers im Abzugsystem nach jedem Schuss das Abzugszüngel entlastet und von Neuem mit dem Finger über den Druckpunkt gezogen werden, um den nächsten Schuss abzufeuern. Diese Bewegung beschränkt die mögliche Schussfolge, obwohl der meist von militärischen Schnellfeuerwaffen abgeleitete Selbstlademechanismus technisch eine wesentlich schnellere Schussfolge zulassen würde. Die Modifikation mittels Bump Stock geschieht ohne direkten Eingriff in das Abzugs- und Verschlusssystem der Waffe, diese bleibt für sich betrachtet grundsätzlich ein Halbautomat.
Technisch wird der Hinterschaft eines halbautomatischen Gewehrs ausgetauscht, der aus einer Schulterstütze und einem damit verbundenen Pistolengriff aus Metall oder Kunststoff besteht. Ein Bump Stock besitzt eine schlittenartige Führung, die eine Längsbewegung des Hinterschafts gegenüber der Abzugsvorrichtung und dem Abzugsbügel bzw. der gesamten Waffe zulässt.

Animation eines Bump Stocks beim Feuern: Durch die Vorwärtsbewegung des Gewehrkörpers wird der Abzug erneut betätigt

Im Detail wird der Ausgleich des Rückstoßes durch die Haltekraft des Schützen ausgenutzt, wenn also das Gewehr nach dem Rückstoß vom Körper wieder nach vorne gestoßen wird. Der Abzugfinger liegt dafür am Pistolengriff des Bump Stocks an und betätigt damit unmittelbar erneut den Abzug, in der Regel schneller, als dies durch Fingerkraft möglich wäre. Anders als bei Gasdruckladern wird damit nicht die Energie aus der Munition direkt für einen Feuerstoß genutzt, sondern die Bewegung des Waffenkörpers. Wird das Gewehr zu fest an den Körper gedrückt, endet die Salve nach einem Schuss. Im Gegensatz zu „echten“ vollautomatischen Waffen ist die Schusspräzision geringer, die Schussfrequenz weniger präzise getaktet und der Gebrauch ohne Übung schwieriger.
Üblicherweise erzielen halbautomatische Waffen Schussfrequenzen von 45 bis 60 Schuss pro Minute, mit einem Bump Stock erhöht sich diese Rate auf 400 bis 800 Schuss pro Minute.

## Rechtlicher Hintergrund
Mit dem Bauteil, das in den USA verhältnismäßig günstig zu erwerben ist und bis 2018 keiner Verkaufsbeschränkung unterlag, wurden gesetzliche Regelungen zum Kauf von vollautomatischen Gewehren umgangen, denn lediglich in der Waffe selbst verbaute Serienfeuereinrichtungen waren verboten. Ein äußerlicher Umbau der Waffe (wie etwa ein Bump Stock) war zulässig. Bei dem Attentäter des Anschlags in Las Vegas am 1. Oktober 2017 wurden zwölf mit Bump Stocks ausgerüstete Gewehre aufgefunden. Nachdem dies bekannt war, waren die Anbauteile in den USA innerhalb kürzester Zeit so stark nachgefragt, dass sie zumindest teilweise ausverkauft waren, weil mit einem gesetzlichen Verbot gerechnet wurde.
Am 23. März 2018 kündigte US-Präsident Trump Vorschriften an, welche Vorrichtungen, die Halbautomaten zu einer quasi-vollautomatischen Schussfolge befähigen, Maschinenwaffen gleichstellen und diese damit illegal machen. Die Vorschriften traten mit einer 90-Tage-Übergangsfrist Ende 2018 in Kraft. Waffenbesitzer mussten in dieser Frist bis zum 26. März 2019 diese Teile entweder unbrauchbar machen oder bei staatlichen Stellen abgeben. Eine Klage gegen die Vorschriften wurde am 26. März 2019 vor dem obersten Gericht der USA abgewiesen. Zuwiderhandlungen waren mit bis zu 10 Jahren Haft bzw. bis zu 250.000 USD Geldstrafe belegt. Das Verbot wurde am 14. Juni 2024 mit sechs zu drei Stimmen durch den Obersten Gerichtshof aufgehoben. Die das Verbot erlassende Behörde habe ihre Befugnisse überschritten. Ein halbautomatisches Gewehr werde durch einen Bump Stock nicht zu einem Maschinengewehr, da es weiterhin nicht mehr als einen Schuss durch eine einzige Betätigung des Abzugs abfeuern könne.